# Льгово (Московская область)
Льгово — деревня в Талдомском районе Московской области России. Входит в состав сельского поселения Квашёнковское. Население — 11 чел. (2010).

## География
Расположена на севере Московской области, в северной части Талдомского района, примерно в 22 км к северо-востоку от центра города Талдома. Ближайшие населённые пункты — деревни Береговское и Озерское.

## Население
| 1859 | 1888 | 1926 | 2002 | 2006 | 2010 |
| ---- | ---- | ---- | ---- | ---- | ---- |
| 129  | ↗151 | ↘145 | ↘9   | ↗13  | ↘11  |

## История
В «Списке населённых мест» 1862 года указано Льгово — владельческое сельцо 2-го стана Калязинского уезда Тверской губернии между Дмитровским и Углицко-Московским трактами, в 39 верстах от уездного города, при ручье Шараповка, с одним двором и 20 жителями (8 мужчин, 12 женщин), а также находящаяся по соседству деревня Заречье — 12 дворов и 109 жителей (51 мужчина, 58 женщин).
По данным 1888 года деревня Заречье-Льгово входила в состав Озерской волости Калязинского уезда, проживало 24 семьи общим числом 151 человек (69 мужчин, 82 женщины).
Постановлением президиума ВЦИК от 15 августа 1921 года Озерская волость была включена в состав Ленинского уезда Московской губернии.
По материалам Всесоюзной переписи населения 1926 года Льгово-заречье — деревня Озерского сельского совета Озерской волости Ленинского уезда, проживало 145 жителей (57 мужчин, 88 женщин), насчитывалось 34 хозяйства, среди которых 31 крестьянское.
С 1929 года — населённый пункт в составе Ленинского района Кимрского округа Московской области.
Постановлением ЦИК и СНК от 23 июля 1930 года округа́ как административно-территориальные единицы были ликвидированы. Постановлением Президиума ВЦИК от 27 декабря 1930 года городу Ленинску было возвращено историческое наименование Талдом, а район был переименован в Талдомский.
1963—1965 гг. — Льгово в составе Дмитровского укрупнённого сельского района.
В 1973 году административный центр Озерского сельсовета был перенесён в деревню Кошелёво, а сельсовет переименован в Кошелёвский.
В 1994 году Московской областной думой было утверждено положение о местном самоуправлении в Московской области, сельские советы как административно-территориальные единицы были преобразованы в сельские округа.
1994—2004 гг. — деревня Кошелёвского сельского округа Талдомского района.
Постановлением Губернатора Московской области от 3 июня 2004 года № 106-ПГ Кошелёвский сельский округ был объединён с Ермолинским и Николо-Кропоткинским сельскими округами в единый Ермолинский сельский округ.
2004—2006 гг. — деревня Ермолинского сельского округа Талдомского района.
2006—2009 гг. — деревня сельского поселения Ермолинское.
В 2009 году деревня Льгово вошла в состав сельского поселения Квашёнковское Талдомского района Московской области, образованного путём выделения из состава сельского поселения Ермолинское.